# Psychotria sempervirens
Psychotria sempervirens là một loài thực vật có hoa trong họ Thiến thảo. Loài này được Geddes miêu tả khoa học đầu tiên năm 1927.